# Kampen om Sværdet
Kampen om Sværdet er en børne-/ungdomsbog, skrevet af Lars-Henrik Olsen fra 1991. Det er en mere eller mindre uafhængig fortsættelse af Erik Menneskesøn (1986), den første bog i Erik Menneskesøn-serien.
Under en ferie på Læsø finder Erik et gammelt sværd, der viser sig at være det magiske sværd Gram.